# Radczysk (gmina)
Radczysk – dawna gmina wiejska istniejąca do 1928 roku w woj. poleskim II Rzeczypospolitej (obecnie na Białorusi). Siedzibą władz gminy był Radczysk.
Na początku okresu międzywojennego gmina Radczysk należała do powiatu pińskiego w woj. poleskim. 1 stycznia 1923 roku gmina weszła w skład nowo utworzonego powiatu stolińskiego w tymże województwie.
1 kwietnia 1927 do gminy Radczysk włączono zniesione miasto Horodno.
Gminę zniesiono 18 kwietnia 1928 roku, a jej obszar włączono do gmin Stolin (m.in. osadę Horodno) i Płotnica.